# Gastón Gorrostorrazo
Gastón Gorrostorrazo Navarro (Montevideo, Uruguay, 22 de mayo de 1998) es un futbolista uruguayo. Juega de mediocampista y actualmente juega en Rampla Juniors de la Segunda División de Uruguay

## Clubes
| Club           | País    | Año           |
| -------------- | ------- | ------------- |
| Rampla Juniors | Uruguay | 2018-presente |